# Italiani del Mississippi

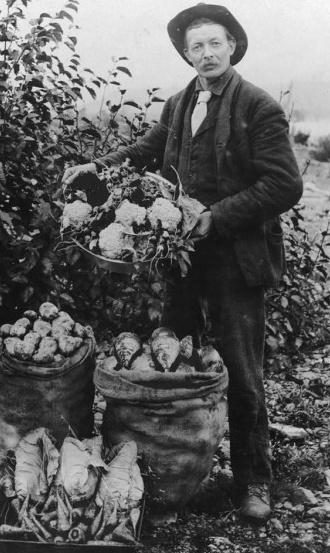
Contadino italiano nel delta del Mississippi nel 1909

Gli italiani del Mississipi sono una storica comunità italoamericana presente nello Stato del Mississippi nel sud degli Stati Uniti. L'integrazione di questa minoranza si scontrò nel corso della storia con notevoli ostacoli.

## Storia
Nel XIX secolo, un cospicuo numero di immigrati italiani che entrarono negli Stati Uniti attraverso New Orleans proseguirono verso il Mississippi. Oltre 100 immigrati vivevano nel Mississippi all'inizio della guerra civile americana.
Alla fine del XIX secolo, l'immigrazione italiana negli Stati Uniti aumentò, comportando anche una crescita del loro numero in Mississipi. Alcuni di loro andarono a lavorare nelle piantagioni di cotone nel delta del Mississippi, dando un contributo allo sviluppo della musica blues con i loro mandolini. Gli immigrati siciliani tendevano a stabilirsi maggiormente nelle città rispetto agli altri italiani, cosa che dava loro possibilità di accesso a una migliore istruzione e a maggiori opportunità, grazie alle quali poterono affermarsi di più nella società.
Al di fuori dalle città del delta, Greenville aveva il maggior numero di immigrati italiani, in particolare siciliani.

## Religione
La maggior parte degli immigrati italiani sono cattolici, religione minoritaria nello stato del Mississipi, all'interno della quale gli italiani costituiscono un gruppo etnico importante. La Chiesa cattolica fornì agli immigrati un importante supporto. 

## Italiani nel Delta del Mississipi
Intorno al 1880, i primi immigrati italiani si stabilirono nel delta del Mississippi. La maggior parte di loro fu assunta come bracciante agricolo in grandi piantagioni, mentre altri diventarono venditori ambulanti.
Gli italiani ebbero un notevole impatto nella regione del delta del Mississippi e nell'agricoltura locale.

## Immagine degli immigrati italiani
Durante il periodo dell'immigrazione di massa negli Stati Uniti, gli italiani subirono diffuse discriminazioni, sfruttamento economico e violenza. Furono oggetto di pesanti stereotipi, anche a causa dei giornali locali che li dipingevano come violenti e sporchi.
A causa della pelle e dei capelli più scuri dei cittadini di origine nord europea, gli italiani erano considerati cittadini di serie b. Inoltre, tendevano a fare gli stessi lavori degli afroamericani, pertanto occupavano al stessa classe sociale.
Inoltre, il Ku Klux Klan prendeva di mira i cattolici.

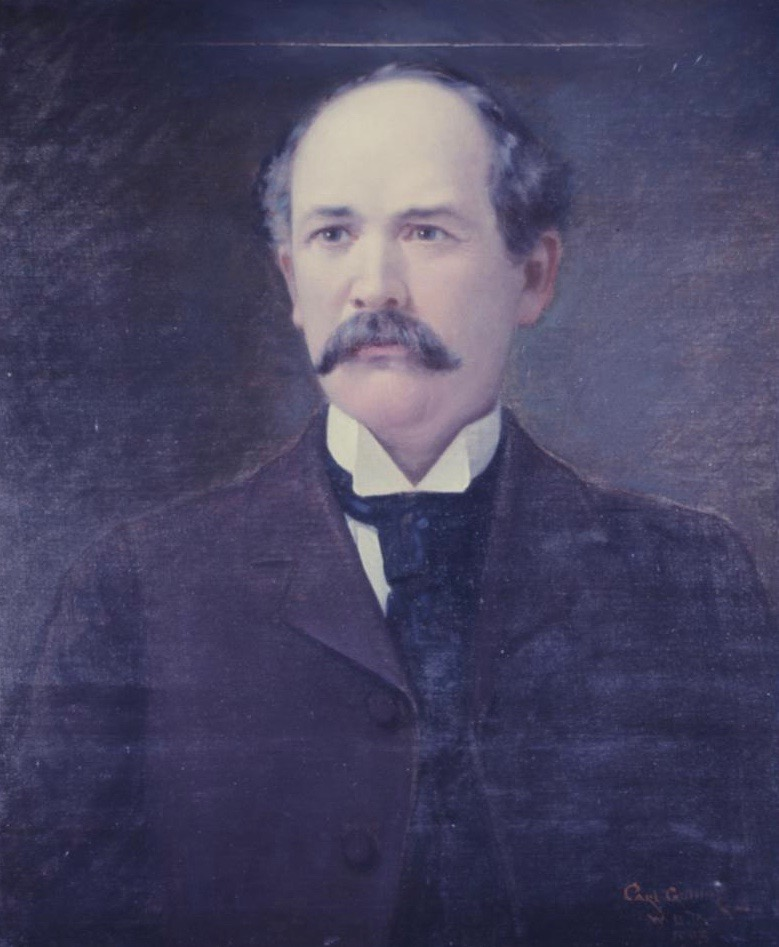
Governatore Andrew H. Longino

Mentre la prima generazione trovò impiego soprattutto nell'agricoltura e nel commercio, la seconda ottenne lavori prestigiosi, quali ad esempio quelle di medico, banchiere e avvocato. Andrew H. Longino fu governatore dello stato dal 1900 al 1904.

### Linciaggi
Il Mississippi e la Louisiana sarebbero infatti diventati un simbolo mondiale dell'antiitalianismo quando, nel 1891, undici immigrati italiani a New Orleans furono linciati a causa del loro presunto ruolo nell'omicidio del capo della polizia David Hennessy.
Si trattò di uno dei più grandi linciaggi di massa nella storia degli Stati Uniti, avvenuto dopo che nove degli immigrati – alcuni dei quali provenienti dal delta del Mississippi – erano stati processati per l'omicidio e assolti.
Dopo il processo, una folla furiosa preso d'assalto il carcere, linciando i nove insieme ad altri due italiani che in quel momento erano detenuti in carcere con accuse non correlate.
In seguito a questi fatti, centinaia di immigrati italiani furono arrestati dalla polizia in Mississippi, spesso con accuse false.
Nel 1899, a Tallulah, vicino al confine con il Mississippi, cinque italoamericani (tre negozianti e due passanti) furono linciati per il tentato omicidio del dottor Ford Hodge. Anche a Erwin, alcuni italiani furono uccisi nel 1901.

### Integrazione
Nel XX secolo, soprattutto dopo la prima guerra mondiale, gli italiani iniziarono ad essere accettati e integrati molto bene nella società. L'industria alimentare e della ristorazione è stata una delle aree in cui hanno ottenuto i maggiori risultati e il successo economico.
Gran parte dell'industria ittica di Biloxi e il locale cantiere navale erano di proprietà principalmente della famiglia di Andrew H. Longino, che fu il primo governatore di uno stato del sud degli Stati Uniti con radici italiane.
Joseph Bernard Brunini, vescovo della diocesi di Natchez-Jackson dal 1966 al 1984 che promosse l'integrazione dei neri e di altre minoranze negli anni '80, è stato un altro celebre italiano del Mississipi.